# RKVV Wilhelmina in het seizoen 1957/58
Het seizoen 1957/1958 was het derde jaar in het bestaan van de Bossche betaaldvoetbalclub Wilhelmina. De club kwam uit in de Tweede divisie A en eindigde daarin op de tweede plaats. Tevens deed de club mee aan het toernooi om de KNVB beker, hierin werd in de tweede ronde verloren van NOAD (2–3).

## Wedstrijdstatistieken

### Tweede divisie A
|       | Baronie | DHC   | DOSKO | EBOH  | Emma  | 't Gooi | Hilversum | LONGA | ONA   | UVS   | De Valk | Zeist | ZFC   |
| ----- | ------- | ----- | ----- | ----- | ----- | ------- | --------- | ----- | ----- | ----- | ------- | ----- | ----- |
| Thuis | 1 – 1   | 5 – 1 | 4 – 2 | 6 – 3 | 9 – 3 | 2 – 2   | 1 – 1     | 2 – 0 | 6 – 0 | 3 – 3 | 2 – 0   | 4 – 0 | 5 – 1 |
| Uit   | 2 – 2   | 2 – 1 | 1 – 3 | 6 – 1 | 1 – 1 | 5 – 1   | 2 – 3     | 1 – 0 | 0 – 5 | 3 – 1 | 2 – 3   | 6 – 5 | 3 – 3 |

### KNVB beker
| 1e ronde                                                 | Wilhelmina                                                   | 4 – 3         | Gemert                                       |
| 26 december 1957 Plaats: 's-Hertogenbosch De Wolfsdonken | Wim van der Plas 32', 43' Theo Borsten 84' Geert Princen 87' |               | 3' Jan Maas Hans van Wetten Theo Vogels      |
| 2e ronde                                                 | Wilhelmina                                                   | 2 – 3 (1 – 3) | NOAD                                         |
| 12 februari 1958 Plaats: 's-Hertogenbosch De Wolfsdonken | Theo Borsten 42' G. Jansen 62'                               |               | 10' Ab Kentie 15' Frits Louer 18' Jan Meijer |

## Statistieken Wilhelmina 1957/1958

### Eindstand Wilhelmina in de Nederlandse Tweede divisie A 1957 / 1958
| Stand | Gespeeld | Gewonnen | Gelijk | Verloren | Punten | Doelpunten voor | Doelpunten tegen |
| ----- | -------- | -------- | ------ | -------- | ------ | --------------- | ---------------- |
| 2e    | 26       | 13       | 7      | 6        | 33     | 79              | 51               |

### Topscorers
| #                | Naam                  | Goal |
| ---------------- | --------------------- | ---- |
| 1.               | Harry van Overdijk    | 19   |
| 2.               | Ben van der Plas      | 18   |
| 3.               | Theo Borsten          | 16   |
| 4.               | Geert Princen         | 15   |
| 5.               | Wim van der Plas      | 8    |
| 6.               | Cor Knuvers           | 1    |
| Eigen doelpunten |                       |      |
| –                | Cor Hendrickx (DOSKO) | 1    |
| –                | Dick Kuijper (ZFC)    | 1    |
| Totaal           | Totaal                | 79   |

| #      | Naam             | Goal |
| ------ | ---------------- | ---- |
| 1.     | Theo Borsten     | 2    |
| 1.     | Wim van der Plas | 2    |
| 3.     | G. Jansen        | 1    |
| 3.     | Geert Princen    | 1    |
| Totaal | Totaal           | 6    |